# من آدابنا الشعبية في الجزيرة العربية
من ادابنا الشعبية في الجزيرة العربية مؤلفه الأديب والراوي: منديل الفهيد ويعدّ أحد الكتب التي اهتمت بجمع الموروث الشعبي ووثّقت أدب وتاريخ الجزيرة العربية من خلال توثيق قصص وأشعار صدرت في سلسلة من 10 أجزاء. احتوت على مخزون هائل من القصص والأشعار النادرة لعدد كبير من أعلام وفرسان وشعراء الجزيرة العربية. تعتبر  هذه السلسلة في نظر المهتمين بالموروث الشعبي من أهم المصادر في هذا المجال.

## مقدمة
يعتبر مؤلف الكتاب: الأديب الراحل منديل الفهيد رائداً من روّاد رواية الشعر الشعبي ومن المكثرين في روايتة. وممّن يتحرى الصدق والدقة في أخذ الروايات الشفهية من أصحابها .ممّا جعل خادم الشريفين الملك سلمان بن عبد العزيز عندما كان أميراً للرياض معجباً براوياتة وأسلوبة الممتع فكلفّه بإعداد وتقديم برنامج (من البادية) بالإذاعة  الذي كسب انتشاراً واسعاً وكان حلقة وصل مع المستمعين والمنتقدين. وكان قد استمر عدة سنوات، استفاد منه في الأخذ بالروايات وتصحيح وتنقيح بعضها حتى جمع موروث هائل من القصص والأشعار.

## الجزء الأول1398هـ
صدرت الطبعة الأولى من الكتاب عام 1398هـ وقد صدّره بإهداء لصاحب الفضل في جمع هذا الموروث، خادم الحرمين الشريفين الملك سلمان بن عبدالعزيز، وكتب مقدّمة الكتاب المؤرخ عبدالكريم الحقيل وصفحاته 294 صفحة. جمع فيها الكثير من القصائد المتنوعة في أغراضها، لكثير من الشخصيات وامتاز بإلحاق كل شخصية يوردها أسم القبيلة التي ينتمي لها، ونبذة يسيرة عنه.

## بقية الأجزاء
في عام 1401هـ
صدر الجزء الثاني
وفي عام 1402هـ 
صدر له الجزء الثالث 
وفي عام 1405هـ 
صدر له الجزء الرابع 
وفي عام 1411هـ 
صدر له الجزء الخامس 
وفي عام 1413هـ 
صدر له الجزء السادس 
وفي عام 1415هـ 
صدر له الجزء السابع 
وفي عام 1419هـ 
صدر له الجزء الثامن 
ثم في عام 1424هـ 
صدر له الجزء التاسع 
وألحقه بالجزء العاشر والأخير.

## أشعار النساء
جعل المؤلف الإصدار التاسع خاصاً باشعار بعض النساء، وكان ممّا قاله في هذا الإصدار:
| من آدابنا الشعبية في الجزيرة العربية | عزيزي القارئ: اقدم لك بكل سرور الجزء التاسع من سلسلة مؤلفاتي من آدابنا الشعبية في الجزيرة العربية وهو مختص بأشعار وقصص النساء مع أن الاجزاء جميعا بنفس مستوى القصص والاشعار من حيث الحث على مكارم الاخلاق والنصائح والعفة والشرف اخترنا الصحيح النزيه وتركنا القبيح الذي يجرح كرامة القارئ وذلك كله حرصاً عليه من الاندثار مع الزمن وحفاظاً على الموروث الأدبي لبلادنا الواسعة وأهلها باديةً وحضر | من آدابنا الشعبية في الجزيرة العربية |

| من آدابنا الشعبية في الجزيرة العربية | أيها القارئ العزيز تلاحظ مدى حرصي الشديد على انتقاء الجيد والحقيقي والصادق والمفيد من موروثنا الأدبي وإن لم اقم انا وغيري ممن اتيحت لهم الفرصة بتدوين ذلك فسوف يضيع هذا الموروث وسوف نندم على ضياعه فهو ثروة أدبية وللأمانة الأدبية يلزم بل يجب أن نحافظ عليه وان نوثقه بعد تنقيحه وأخذ الجيد منه وترك الغث والضعيف والسيئ وعندما جعلت لنفسي الحق بجمع جزء من هذا الموروث بناء على خبرتي واختلاطي فأنا ايضا ادعو المهتمين بهذا الأدب العزيز إلى مواصلة المسيرة والاستمرار بالبحث والتقصي وتوثيق ما يقع بأيديهم من قصص واشعار وغيرها تحكي وتسجل سيرة سكان هذه البلاد الطاهرة السابقين ومن تبعهم. | من آدابنا الشعبية في الجزيرة العربية |